# Мирцам
Бета Большого Пса (лат. β Canis Majoris), 2 Большого Пса (лат. 2 Canis Majoris), HD 44743 — звезда в созвездии Большого Пса. Имеет традиционное имя Мирцам или Мирзам (مرزم), что означает по-арабски «глашатай»: в средних и низких широтах северного полушария звезда восходит непосредственно перед Сириусом, возвещая его появление над горизонтом. Другой вариант этимологии — от арабского мурзим, «привязь». У Птолемея в «Альмагесте» имеет описание «на конце передней лапы».
Мирцам — бело-голубой яркий гигант. Является переменной пульсирующей звездой класса Бета-цефеиды. Вместе с Солнечной системой входит в Местный пузырь.
Расстояние до звезды в настоящее время составляет около 500 световых лет, но так было не всегда. Примерно 4,2 миллиона лет назад Мирцам был более чем в 10 раз ближе к Земле, чем сейчас, и был ярчайшей звездой неба с максимальным видимым блеском в −3,65m, что почти в 8 раз больше современной яркости Сириуса, и немного меньше яркости Венеры.